# Villarosa
Villarosa es un municipio italiano de 5.398 habitantes que se encuentra en la provincia de Enna, en el corazón de Sicilia. Se distingue por el cultivo de cereal, olivo y almendras, productos que se pueden apreciar en su anual Fiesta de la Virgen de la Cadena que se celebra el 8 de septiembre. Durante el siglo XX se produjo la emigración de parte de sus habitantes a otros lugares del continente europeo, en particular a la ciudad belga de Morlanwelz, con la que está hermanada desde 2002.

Ubicación de la ciudad de Villarosa dentro de la provincia de Enna.

## Evolución demográfica
| Gráfica de evolución demográfica de Villarosa entre 1861 y 2001 |
|                                                                 |
| Fuente ISTAT - Elaboración gráfica por parte de Wikipedia       |